# Ouden Briel
De Ouden Briel is een gehucht langs de Schelde in de Belgische gemeente Buggenhout.
Het gebied werd in de middeleeuwen uit het domein Baceroth gelicht en aan Brabant gehecht. Het ressorteerde parochiaal echter tot 1905 onder Baasrode, daarna onder Buggenhout St.-Niklaas. In 1942 werd de Ouden Briel met de Nieuwen Briel te Baasrode verenigd tot één parochie, Den Briel/Briel.
De Ouden Briel kende lang een bedrijvigheid die te maken had met scheepvaart. Er waren loskades. In de 20ste eeuw kwam er de scheepswerf Engelen.